# Polini
Polini Motori s.p.a. ist ein italienischer Fahrzeugbau- und Tuningbetrieb aus Alzano Lombardo bei Bergamo.
Das Zweigwerk für Ersatzteile befindet sich in Bergamo. Die Firma ist ein Familienbetrieb der Familie Battista, den die Kinder des Firmengründers Polini Battista heute führen.

## Produkte
Die Produktpalette von Polini umfasst viele Tuningteile für Leichtkrafträder und Roller, wie Zylinderkits, Kupplungen oder Auspuffanlagen. Die Teile sind für den Rennsport vorgesehen und daher selten für den Straßenbetrieb zugelassen. Neben diesen Produkten stellt Polini auch eigene Motorräder, Leichtkrafträder und Pocket Bikes her.
Der 70-cm³-Polini-Zylinder Evolution II aus dem Automatic-Rollerbereich kann mit entsprechenden Zubehör (Auspuff, Kurbelwelle, Vergaser etc.) über 21 PS Leistung am Hinterrad erzeugen. Ein für die Vespa PX passender 207-cm³-Motor erreicht über 30 PS am Hinterrad.

## Rennsport
Produkte des Unternehmens errangen bisher fünf Titel in der FIM-Motorrad-Straßenweltmeisterschaft: drei in der Klasse bis 125 cm³ (zwei mit Loris Capirossi und einen mit Valentino Rossi), einen in der Klasse bis 500 cm³ und einen in der MotoGP-Klasse (jeweils mit Valentino Rossi).